# Atari 1400 XL
Atari 1400 XL (1400 XL) је кућни рачунар, производ фирме Атари (Atari) који је почео да се израђује у САД током 1983. године.
Користио је MOS 6502C као централни микропроцесор а RAM меморија рачунара 1400 XL је имала капацитет од 64 KB. 
Оперативни систем је био базиран у РОМ меморији.

## Детаљни подаци
Детаљнији подаци о рачунару 1400 XL су дати у табели испод.
|                       |                                                            |
| [ 1 ]                 |                                                            |
| Произвођач            | Атари                                                      |
| Тип                   | кућни рачунар                                              |
| Меморија              | 64                                                         |
| Поријекло             | Сједињене Америчке Државе                                  |
| Година                | 1983                                                       |
| Тастатура             | тастатура са пуним помаком тастера, исто као 1200xl        |
| Процесор              |                                                            |
| Фреквенција процесора | 1,79                                                       |
| RAM                   | 64                                                         |
| ROM                   | 16 (Бејсик на кертриџу)                                    |
| Текст                 | пет текстуалних модова, највише: 40 x 24, најмање: 20 x 12 |
| Графика               | 12 графичких модова, највише : 320 x 192                   |
| Боја                  | 16 боја са 16 интензитета                                  |
| Звук                  | 4 канала, 3.5 октава. Уграђени синтетизатор гласова        |
| Димензије             | 2,75" x 15" x 12,5" / 6 фунти                              |
| Портови               |                                                            |
| Оперативни систем     | Оперативни систем базиран у РОМ меморији.                  |